# Рьоне Елд
Рьоне Елд (на френски: René Held) е френски психиатър и психоаналитик.

## Биография
Роден е на 7 октомври 1897 г. в Париж в семейство, емигрирало от Русия. Баща му, който е лекар не успява да издържи приравнителния изпит и работи на по-ниски длъжности. Първоначално работи в Салпетриерата и Вал дьо Грас и се започна с Андре Бретон и Луи Арагон. По време на Руската революция става помощник-хирург в Киев.
Рьоне Елд се оженва на 26 март 1926 г., но седем години по-късно се развежда. Едва след Втората световна война започва да се интересува от психоанализа и се подлага на анализа с Джон Льоба, а после работи под супервизията на Саша Нахт. През 1947 г. става член на Парижкото психоаналитично общество с президент Джон Льоба. През 1948 г. професор Жилбер-Драйфус създава департамент по психосоматична медицина в болницата La Pitié hospital, където започва работа Хелд. На 16 февруари 1954 г. става пълноправен член на Парижкото психоаналитично общество по времето на президентството на Пиер Мале. Същата година преподава психосоматична медицина, а три по-късно и психоаналитична психотерапия с Мале.